# Famille Grimaldi de Beuil
Pour les articles homonymes, voir Grimaldi et Bueil.
 (décembre 2023).
Les Grimaldi de Beuil sont une branche seigneuriale issue de patriciens génois, guelfes, obligés de fuir la république de Gênes gibeline. Les Grimaldi de Beuil se séparent de la tige qui donnera la maison souveraine des Grimaldi de Monaco au tout début du XIVe siècle. Les deux sont issues de deux frêres, Lanfranco pour les Monaco et Luchetto (ou Lucien) pour les Beuil et descendent d'Otto Canella, consul de Gênes en 1133, .
On écrit habituellement le nom de la famille « Bueil », d'après le nom occitan gavot (ou vivaro-alpin) du village « Buelh », toscanisé ou italianisé en Boglio (mais aussi francisé au Moyen Âge en « Beuil »), et la commune dont ils étaient seigneurs, « Beuil », car la forme italienne « Boglio » n'a été francisée qu'en 1860, quand le comté de Nice est devenu français.[réf. nécessaire]

## Historique
Les Grimaldi de Bueil régneront sur l'un des plus grands fiefs de Provence et en seront successivement seigneurs, barons et comtes. Jean Grimaldi, seigneur de Bueil, sénéchal de Provence, est à l'origine de la « Dédition » du pays niçois au comte Amédée VII de Savoie en 1388. Grand-vassal des comtes puis des ducs de Savoie, les Grimaldi de Bueil seront fréquemment gouverneurs du comté de Nice. François Honoré II Grimaldi (mort en 1591), verra sa baronnie de Beuil élevée en comté en remerciements de ses services par le duc de Savoie. Ils jouent un rôle de premier plan en 1431 dans la fondation de la Société du Saint-Sépulcre (archiconfrérie des pénitents bleus de Nice) et restèrent des membres éminents de celle-ci jusqu'à leur déchéance au XVIIe siècle. Fière de son indépendance, cette famille cherchera à obtenir l'indépendance du pays niçois à son profit, et par conséquent se montrera alternativement rebelle et fidèle à la maison de Savoie. Annibal Grimaldi de Bueil complotera contre le duc de Savoie sans avoir assez mesuré l’appui qu'il pouvait tirer des Français et des Espagnols. Ceux-ci ne viendront pas à son secours. Annibal, condamné par le Sénat de Nice, se retranche dans son château de Tourette-Revest qui est assiégé. Après s'être rendu, il sera exécuté (1621), étranglé par deux Turcs, ses possessions confisquées, et le château de Beuil rasé en 1633. Ses possessions sont dévolues aux fidèles du duc de Savoie. Pendant deux siècles, les rameaux collatéraux de Levens et de Boves (Piémont) lui survécurent dans les États de Savoie.

## Seigneuries ayant appartenu aux Grimaldi
Par le mariage d'Andaron Grimaldi avec Astruge Rostaing - Rostang ou Rostagni - après le meurtre de son père Guillaume, en 1315, une branche de la famille Grimaldi devient baron de Boglio ou Beuil.
Rapidement, par achat, par mariage ou par don après le rattachement des Terres neuves de Provence au domaine du comte de Savoie, le nombre de seigneuries appartenant à cette branche des Grimaldi va augmenter et former un domaine important au contact avec la Provence ou une autre branche des Grimaldi sont seigneurs, les Grimaldi d'Antibes.
Ils sont seigneurs d'Ilonse, de Pierlas, de Lieuche, de Rigaud, de Thiéry, de Marie, de Bairols, de Rimplas, de Péone, de Sauze, de Tournefort, de Roure, de Tourette-Revest, d'Ascros, de Toudon, de Roubion, de Roquestéron, d'Aiglun, de Touët-sur-Var, de Villars-sur-Var, de La Roquette-sur-Var, de la vallée de Massoins et Malaussène.
Ils possédèrent un temps la co-seigneurie de Puget-Théniers qui fut prise par le comte de Savoie après une de leurs révoltes, en 1400. Ils détiennent un temps Entrevaux. Une branche des Grimaldi d'Antibes, les Grimaldi de Busca fut investie du fief de Puget-Théniers en 1704 et devient la branche des Grimaldi de Puget.
Une branche cadette a été seigneur de Levens.

## Armoiries

Famille Grimaldi de Beuil : Ecartelé au I et IV de gueule à l'étoile de 16 rais d'or, qui est Beuil, et au II et III fuselé d'argent et de gueules, qui est Grimaldi.
Le blason des Grimaldi de Beuil est écartelé au 1 et 4, de gueules à l'étoile à seize rais de d'or, qui est de Beuil et au 2 et 3 fuselé d'argent et de gueules qui est de Grimaldi.

Le blason de Beuil est celui issu des Rostaing (ou Rostagni) qui furent seigneurs du lieu jusqu'à l'extinction de la race et le passage aux Grimaldi par les femmes, en l'occurrence Asturge Rostaing, héritière du dernier baron.